# Parafia św. Stanisława w Jarczowie
Parafia Świętego Stanisława Biskupa w Jarczowie – rzymskokatolicka parafia należąca do dekanatu Tomaszów-Południe diecezji zamojsko-lubaczowskiej. 
Parafia została utworzona w 1947. Mieści się przy ulicy Szkolnej. Parafię prowadzą księża diecezjalni.
Do parafii należą wierni z następujących miejscowości: Jarczów-Kolonia Pierwsza, Jarczów-Kolonia Druga, Jarczów, Korhynie, Przewłoka i Zawady
Nowy kościół parafialny, murowany, został wybudowany w 1992 r. Dawny kościół, drewniany, z początku XVII w., był świątynią unicką. 